# Eden Valley (Minnesota)
Eden Valley ist eine Kleinstadt (mit dem Status „City“) im Meeker und im Stearns County im US-amerikanischen Bundesstaat Minnesota. Das U.S. Census Bureau hat bei der Volkszählung 2020 eine Einwohnerzahl von 1.027 ermittelt.

## Geografie
Eden Valley liegt im südlichen Zentrum Minnesotas auf 45°19′32″ nördlicher Breite und 94°32′45″ westlicher Länge. Der Ort erstreckt sich über eine Fläche von 3,16 km².
Benachbarte Orte von Eden Valley sind Richmond (17,1 km nördlich), Cold Spring (21,2 km nordöstlich), Watkins (12,1 km östlich), Paynesville (17,7 km westnordwestlich) und Roscoe (21,1 km nordwestlich).
Die nächstgelegenen größeren Städte sind die Twin Cities (117 km ostsüdöstlich), Des Moines in Iowa (505 km südlich), Omaha in Nebraska (549 km südsüdwestlich), Fargo in North Dakota (275 km nordwestlich) und Duluth am westlichsten Punkt des Oberen Sees (284 km nordöstlich).

## Verkehr
Im Zentrum von Eden Valley kreuzen die Minnesota State Route 22 und die Minnesota State Route 55. Alle weiteren Straßen innerhalb des Stadtgebiets sind untergeordnete Landstraßen, teils unbefestigte Fahrwege und innerstädtische Verbindungsstraßen.
Parallel zur MN 55 verläuft eine Eisenbahnlinie der Canadian Pacific Railway durch das Stadtgebiet von Eden Valley.
Mit dem Paynesville Municipal Airport befindet sich ein kleiner Flugplatz 19,1 km westnordwestlich von Eden Valley. Der nächste Großflughafen ist der 138 km ostsüdöstlich gelegene Minneapolis-Saint Paul International Airport.

## Demografische Daten
Nach der Volkszählung im Jahr 2010 lebten in Eden Valley 1042 Menschen in 434 Haushalten. Die Bevölkerungsdichte betrug 329,7 Einwohner pro Quadratkilometer. In den 434 Haushalten lebten statistisch je 2,4 Personen.
Ethnisch betrachtet setzte sich die Bevölkerung zusammen aus 96,2 Prozent Weißen, 0,4 Prozent Afroamerikanern, 0,6 Prozent amerikanischen Ureinwohnern, 0,1 Prozent (eine Person) Asiaten sowie 0,6 Prozent aus anderen ethnischen Gruppen; 2,2 Prozent stammten von zwei oder mehr Ethnien ab. Unabhängig von der ethnischen Zugehörigkeit waren 3,2 Prozent der Bevölkerung spanischer oder lateinamerikanischer Abstammung.
27,4 Prozent der Bevölkerung waren unter 18 Jahre alt, 57,2 Prozent waren zwischen 18 und 64 und 15,4 Prozent waren 65 Jahre oder älter. 48,9 Prozent der Bevölkerung war weiblich.

Das mittlere jährliche Einkommen eines Haushalts lag bei 32.500 USD. Das Pro-Kopf-Einkommen betrug 21.131 USD. 25,8 Prozent der Einwohner lebten unterhalb der Armutsgrenze.